# Gaig de Steller
El gaig de Steller (Cyanocitta stelleri) és una espècie d'ocell de la família dels còrvids de viu color blavós àmpliament distribuït per Amèrica del Nord i Centreamèrica.